# Johnny Weissmüller
Johnny Weissmüller (Peter Johann Weißmüller: Timișoara, Rumanía, 2 de junio de 1904-Acapulco, 20 de enero de 1984) fue un nadador, jugador de waterpolo y actor estadounidense de ascendencia alemana. Fue uno de los mejores nadadores del mundo durante los años veinte, ganó cinco medallas de oro olímpicas y una de bronce. Ganó cincuenta y dos campeonatos nacionales estadounidenses y estableció un total de sesenta y siete récords mundiales. Después de su carrera como nadador, se convirtió en el sexto actor en encarnar a Tarzán, papel que interpretó en doce películas. Ha sido el Tarzán que más popularidad ha alcanzado.

## Biografía

### Primeros años
Weissmüller nació en Szabadfalu, en esa época parte del Imperio austrohúngaro (actualmente es un suburbio de Timișoara, Rumanía). Hijo de los alemanes étnicos conocidos como suabos del Banato Peter Weissmüller y Elisabeth Kersch, fue bautizado (bajo el rito católico) con el nombre János Weissmüller, según los registros bautismales. De hecho, fue llamado Johann por sus padres. Pero, en dicha época, todos los registros legales de la Transleitania estaban obligados a usar la forma húngara de los nombres personales.
Cuando Weissmüller tenía siete meses, la familia emigró a Estados Unidos a bordo del S. S. Rotterdam. Dejaron Róterdam el 14 de enero de 1905 y llegaron a Nueva York doce días después, con sus nombres registrados en inglés como Peter, Elizabeth y Johann Weissmüller.
Después de una breve estancia en Chicago, Illinois, visitando parientes, fueron hasta Windber, un pueblo minero de Pensilvania. El 3 de septiembre de 1905, nace el hermano pequeño de Johnny, Peter Weissmüller Jr. Unos años después, vuelven a Chicago. Más tarde, sus padres se divorcian y su padre vuelve a casarse en 1930.
Desde una temprana edad, Johnny y su hermano mostraron ser buenos nadadores. Las playas del Lago Míchigan se convirtieron en su lugar favorito en el verano. Johnny se apunta a las piscinas Stanton Park, donde gana todas las competiciones en categoría júnior. Con doce años, ingresa en el equipo de natación de la Young Men's Christian Association (YMCA).

### Carrera como nadador y waterpolista

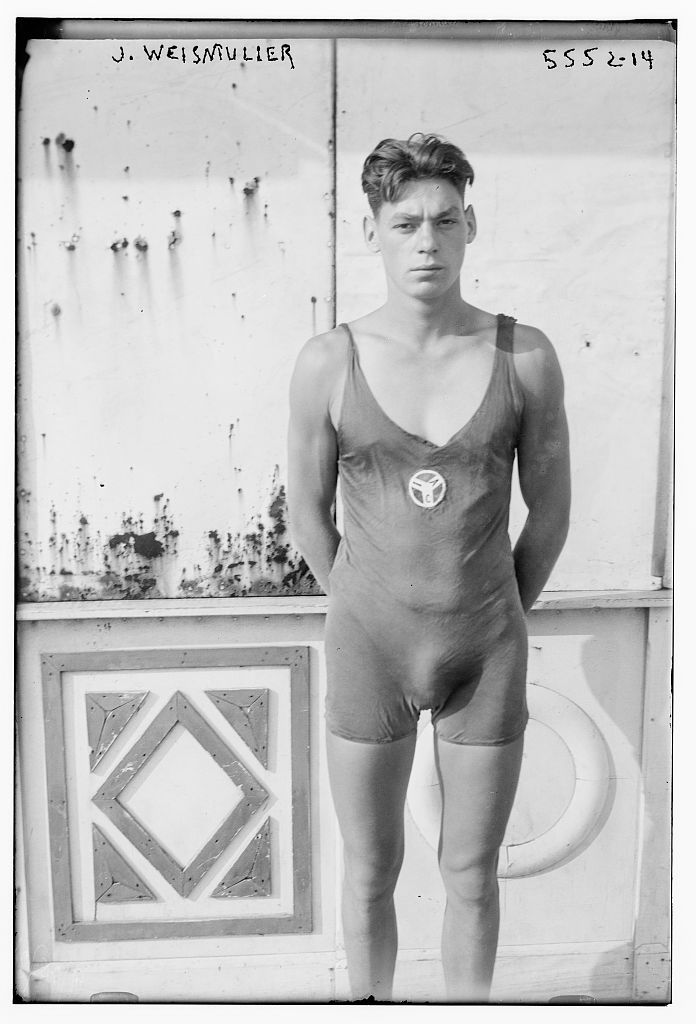
Johnny Weissmüller en 1924

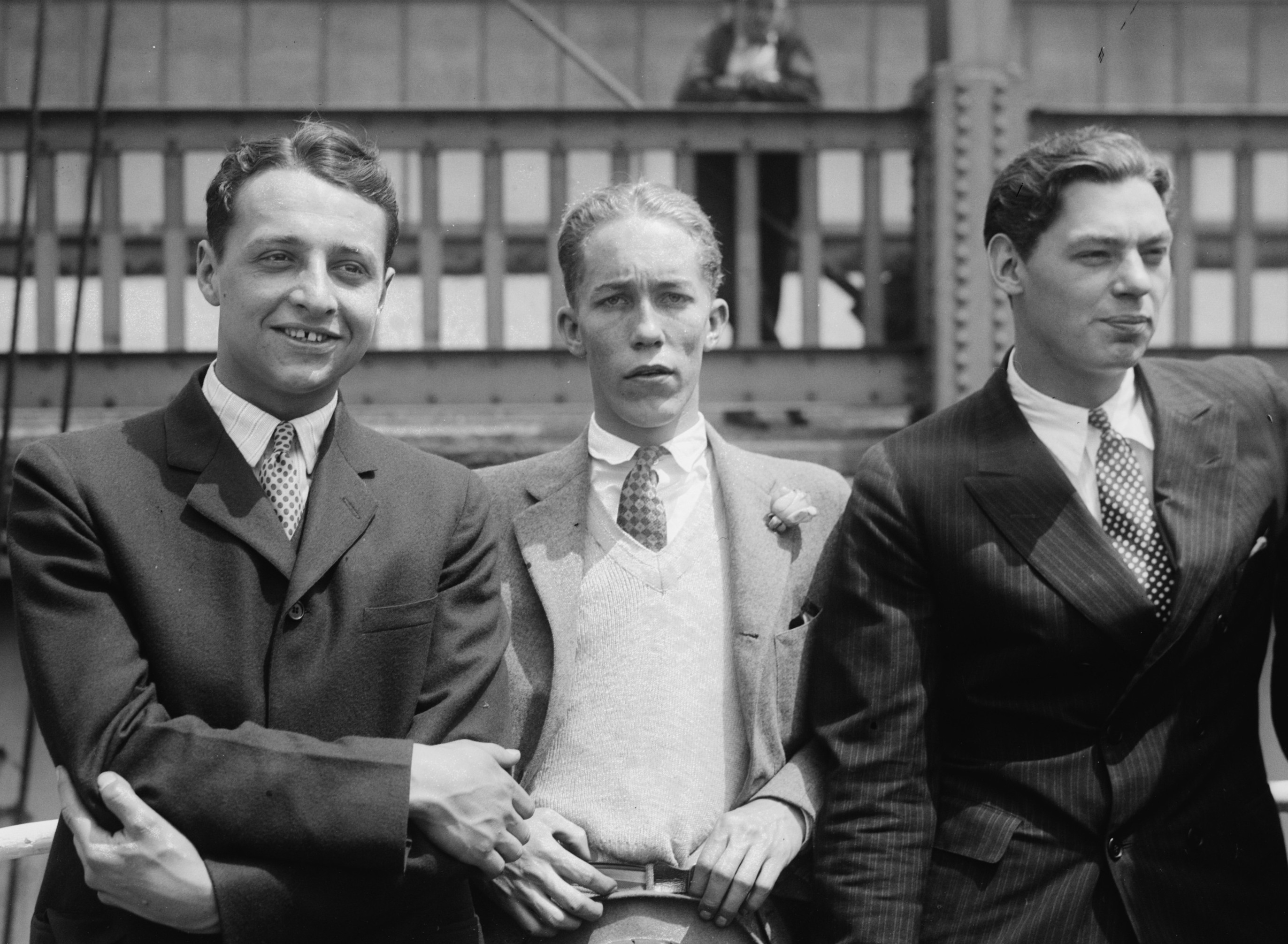
Ralph Breyer, Bob Skelton, Johnny Weissmüller en 1925

Cuando Weissmüller deja la escuela, empieza a trabajar como botones en el Plaza Hotel de Chicago, mientras entrena para los Juegos Olímpicos con su entrenador William Bachrach en el Illinois Athletic Club. Hizo su debut como amateur el 6 de agosto de 1921, ganando su primera competición, la Amateur Athletic Union en las 50 yardas estilo libre.
Aunque Johnny había nacido fuera de Estados Unidos, miente y dice que su lugar de nacimiento es Windber, Pensilvania, y da como fecha de su nacimiento la de su hermano menor, Peter Weissmüller. Esto le asegura su elegibilidad para competir como parte del equipo de natación de los Estados Unidos de América, y fue un tema crítico para la emisión de su pasaporte estadounidense.
El 9 de julio de 1922, Weissmüller rompe el récord mundial de Duke Kahanamoku en los 100 m estilo libre, con una marca de 58,6 s, la primera vez que se bajaba del minuto. El 24 de febrero de 1924, gana la medalla olímpica en los Juegos Olímpicos de París en esa distancia, batiendo al propio Kahanamoku. También consigue la medalla de oro en los 400 m estilo libre y en relevos 4 × 200 m estilo libre.
Como miembro de equipo estadounidense de waterpolo, también gana una medalla de bronce. Cuatro años después, en los Juegos Olímpicos de 1928 en Ámsterdam, gana otras dos medallas de oro.
En total, durante toda su carrera, consiguió cinco medallas de oro olímpicas, una de bronce, ganó cincuenta y dos campeonatos nacionales de los Estados Unidos y estableció sesenta y siete récords récords mundiales. Johnny Weissmüller nunca perdió una competición y se retiró de su carrera en la natación amateur invicto.

### Carrera cinematográfica

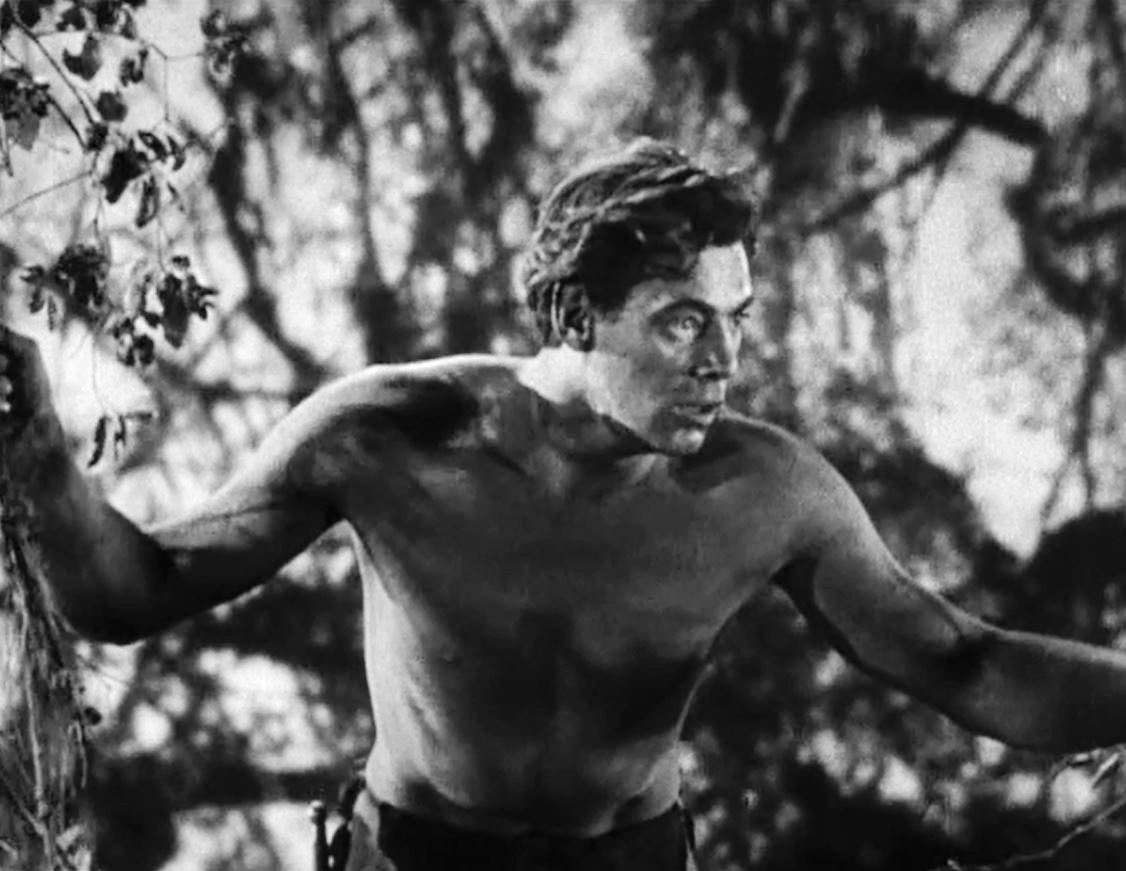
Weissmüller en Tarzán de los monos (1932)

En 1929, firma un contrato con la marca de ropa interior para hombre BVD para ser modelo y representante. Viaja por todo los Estados Unidos haciendo espectáculos de natación, distribuyendo folletos de promoción de la marca de ropa y firmando autógrafos. Ese mismo año, hace sus primeras apariciones en el cine en la película Glorifying the American Girl y en el corto Water Bugs.
Su carrera cinematográfica realmente empieza cuando firma un contrato con MGM y hace el papel de Tarzán en Tarzán de los monos (1932) dirigida por Woody Strong Van Dyke. La película tiene un gran éxito, incluso Edgar Rice Burroughs, autor de las novelas de Tarzán, está encantado con la elección del actor.
Weissmüller protaganiza seis películas de Tarzán para la MGM junto con la actriz Maureen O'Sullivan en el papel de Jane. Además, ocho del total de películas cuentan con la participación de Johnny Sheffield como Boy. En 1942, Weissmüller ficha por los estudios RKO y filma otras seis películas de Tarzán. Sheffield aparece como Boy en las cinco primeras de estas películas y en las cuatro últimas es Brenda Joyce quien interpreta a Jane.
En total, Weissmüller hizo doce películas de Tarzan, en las que se estima que ganó dos millones de dólares y se convirtió en el más conocido de los actores que interpretaron el personaje de Tarzán.
Cuando finalmente deja el papel, firma un contrato con Columbia Pictures para interpretar a Jim de la Selva (Jungle Jim). Weissmüller hizo trece películas de Jungle Jim entre 1948 y 1954. Después, tres películas más ambientadas en la jungla interpretándose a sí mismo. En 1955, retoma el papel de Jungle Jim para la serie de televisión de la productora Screen Gems. La serie dura un total de veintiséis episodios, que han sido repuestos numerosas veces en televisión.

### Vida privada
Weissmüller tuvo un total de 5 esposas: la cantante Bobby Arnst (casado en 1931, divorciado en 1933), la actriz mexicana Lupe Vélez (casado en 1933, divorciado en 1939), Beryel Scott Ginter (casado en 1939, divorciado en 1948), Allenne Gates (casado en 1948, divorciado en 1962) y Maria Brock Mandel (casado en 1963, hasta su muerte en 1984).
Con su tercera mujer, Beryl, tuvo 3 hijos: Johnny Scott Weissmüller (o Johnny Weissmüller Jr., también actor, nacido el 23 de septiembre de 1940, fallecido el 27 de julio de 2006), Wendy Anne Weissmüller (nacida el 1 de junio de 1942) y Heidi Elizabeth Weissmüller (nacida el 31 de julio de 1944, fallecida el 19 de noviembre de 1962).

### Vida después de su carrera cinematográfica
A finales de años cincuenta, Weissmüller vuelve a Chicago y funda una compañía de piscinas. También presta su nombre para otros negocios. Pero no le reportan grandes éxitos. Se retira en 1965 y se traslada a Fort Lauderdale, Florida, donde fue el presidente fundador del International Swimming Hall of Fame.
En 1970, asiste a los Juegos de la Mancomunidad en Jamaica, que presidía la Reina Isabel II.
Weissmüller vive en Florida hasta finales de 1973, cuando se va a vivir a Las Vegas, Nevada, donde trabajó durante un tiempo de relaciones públicas del MGM Grand Hotel. En 1974 se rompe la cadera y durante la hospitalización se descubre que tiene problemas de corazón.
En 1976 aparece por última vez en una película: Won Ton Ton, the Dog Who Saved Hollywood. Ese mismo año, hace su última aparición en público cuando es incluido en el Body Building Guild Hall of Fame.
Tras dos derrames cerebrales entre 1976 y 1978, estableció su residencia definitiva en Acapulco (México), donde se rodó su última película de Tarzán.
El 20 de enero de 1984, Johnny Weissmüller muere de un edema pulmonar. Es enterrado en el cementerio Valle de la Luz de Acapulco.
Johnny Weissmüller tiene una estrella el Paseo de la Fama de Hollywood, en el 6541 de Hollywood Boulevard en Hollywood, California.

## Filmografía

### SerieTarzán
- Tarzán de los monos (1932)
- Tarzán y su compañera (1934)
- La fuga de Tarzán (1936)
- Tarzán y su hijo (1939)
- El tesoro de Tarzán (Tarzan's Secret Treasure, 1941)
- Tarzán en Nueva York (Tarzan's New York Adventure, 1942)
- El triunfo de Tarzán (Tarzan Triumphs, 1943)
- Tarzán el temerario (Tarzan's Desert Mystery, 1943)
- Tarzán y las intrépidas amazonas (Tarzan and the Amazons, 1945)
- Tarzán y la mujer leopardo (Tarzan and the Leopard Woman, 1946)
- Tarzán y la cazadora (Tarzan and the Huntress, 1947)
- Tarzán y la sirena (Tarzan and the Mermaids, 1948)

La actriz Maureen O'Sullivan, en el papel de Jane, solo intervino en las seis primeras películas de Tarzán.

### Películas
- Glorifying the American Girl (1929)
- Water Bugs (1929)
- Tarzán de los monos (Tarzan the Ape Man, 1932),  1.ª película de la serie Tarzán.
- Tarzán y su compañera (Tarzan and His Mate, 1934),  2.ª película de la serie Tarzán.
- La fuga de Tarzán (Tarzan Escapes, 1936),  3.ª película de la serie Tarzán.
- Tarzán y su hijo (Tarzan Finds a Son!, 1939),  4.ª película de la serie Tarzán.
- El tesoro de Tarzán (Tarzan's Secret Treasure, 1941),  5.ª película de la serie Tarzán.
- Tarzán en Nueva York (Tarzan's New York Adventure, 1942),  6.ª película de la serie Tarzán.
- El triunfo de Tarzán (Tarzan Triumphs, 1943),  7.ª película de la serie Tarzán.
- Tarzán el temerario (Tarzan's Desert Mystery, 1943),  8.ª película de la serie Tarzán.
- Tres días de amor y fe (Stage Door Canteen, 1943)
- Tarzán y las intrépidas amazonas (Tarzan and the Amazons, 1945),  9.ª película de la serie Tarzán.
- Swamp Fire (1946)
- Tarzán y la mujer leopardo (Tarzan and the Leopard Woman, 1946),  10.ª película de la serie Tarzán.
- Tarzán y la cazadora (Tarzan and the Huntress, 1947),  11.ª película de la serie Tarzán.
- Tarzán y la sirena (Tarzan and the Mermaids, 1948),  12.ª película de la serie Tarzán.
- Jungle Jim (1948)
- The Lost Tribe (1949)
- Mark of the Gorilla (1950)
- Captive Girl (1950)
- Pypmy Island (1950)
- Fury of the Congo (1951)
- Jungle Manhunt (1951)
- Jungle Jim in the Forbidden Land (1952)
- Voodoo Tiger (1952)
- Savage Mutiny (1953)
- Valle de los caníbales (Valley of Head Hunters) (1953)
- Killer Ape (1953)
- Jungle Man-Eaters (1954)
- Cannibal Attack (1954)
- Jungle Moon Men (1955)
- Devil Goddess (1955)
- The Phynx (1970)
- Won Ton Ton, the Dog Who Saved Hollywood (1976)

## Libros
- Johnny Weissmüller Jr., Tarzan My Father, Toronto: ECW Press 2002
- Juan Andrés Pedrero Santos, Johnny Weissmüller Biografía, España: T&B Editores 2010